# Bulbostylis pyriformis
Bulbostylis pyriformis är en halvgräsart som beskrevs av Stanley Thatcher Blake. Bulbostylis pyriformis ingår i släktet Bulbostylis och familjen halvgräs. Inga underarter finns listade i Catalogue of Life.